# گرگ فاستر (ورزشکار)
گرگ فاستر (انگلیسی: Greg Foster؛ ۴ اوت ۱۹۵۸ - ۱۹ فوریهٔ ۲۰۲۳) ورزشکار دو و میدانی اهل ایالات متحده آمریکا بود.